# NGC 4766
NGC 4766 је лентикуларна галаксија у сазвежђу Девица која се налази на NGC листи објеката дубоког неба.
Деклинација објекта је - 10° 22' 43" а ректасцензија 12h 53m 8,2s. Привидна величина (магнитуда) објекта NGC 4766 износи 14,4 а фотографска магнитуда 15,4. NGC 4766 је још познат и под ознакама MCG -2-33-42, PGC 43766.